# Unfaithful (Lied)
Unfaithful ist ein Lied der barbadischen Sängerin Rihanna aus dem Jahr 2006. Die R&B-Ballade mit Popeinflüßen ist Teil von Rihannas zweiten Studioalbum A Girl Like Me und avancierte zum Nummer-eins-Hit.

## Hintergrund
Nach Rihannas Zusammenarbeit mit Sean Paul arbeitete Rihanna nun mit ihrem Musikerkollegen, dem Singer-Songwriter Ne-Yo (Shaffer Smith) zusammen. Ne-Yo schrieb das Lied zusammen mit dem norwegischen Musikproduzententeam Stargate (bestehend aus Mikkel S. Eriksen und Tor Erik Hermansen), für Rihannas zweites Album A Girl Like Me. Stargate produzierten das Lied ebenfalls. Mit Unfaithful nahm Rihanna im Gegensatz zu ihren vorherigen Liedern, erstmals eine Ballade auf. In einem Interview sagte Rihanna: „Es ist eine Ballade, für mich stellt es einen neuen Boden dar, meine vorherigen Lieder waren schnellere Titel, jetzt muss ich beweisen, dass ich auch mit Balladen gut zurechtkomme. Ich bin so aufgeregt.“
Versionen
- Single Version (Radio; Download)
- Album Version (Album)
- Nu Soul Remix (2 track Version von „We Ride“)
- Video Version (Download)
- (Video) (Download; CD maxi von Unfaithful; Bonus Disc von „A Girl Like Me“)
- Live Version (Video): (DVD „Good Girl Gone Bad: Live“)
- Instrumental Version (CD maxi von Unfaithful; 2 track Version von Unfaithful)
- Tony Moran-Radio Mix (Unfaithful: The Remixes)
- Hamel-Radio Mix (Unfaithful: The Remixes)
- Maurice's-Radio Mix (Unfaithful: The Remixes)
- Tony Moran-Club Mix (Unfaithful: The Remixes)
- Hamel-Club Mix (Unfaithful: The Remixes)
- Maurice's-Club Mix (Unfaithful: The Remixes)
- Live-AOL Music Sessions (Unfaithful: The Remixes)

## Liveauftritte
Rihanna sang Unfaithful auf vier ihrer bisherigen Konzerttouren:
- Rihanna: Live in Concert Tour (dazugehöriges Album: A Girl Like Me)
- Good Girl Gone Bad Tour (dazugehöriges Album: Good Girl Gone Bad)
- Last Girl on Earth Tour (dazugehöriges Album: Rated R)
- Loud Tour (dazugehöriges Album: Loud)

## Rezensionen
In einer vom Billboard-Magazin veröffentlichten Liste, der „besten Lieder des Sommers 2006“, erreichte Unfaithful Platz acht.

## Kommerzieller Erfolg

### Chartplatzierungen
In den Vereinigten Staaten erreichte Unfaithful einige Wochen nach seiner Veröffentlichung im Juli 2006 Platz sechs der Billboard Hot 100. Es war Rihannas dritter Top-10-Hit in den USA.
Bereits vor seiner Veröffentlichung als Single debütierte Unfaithful in den britischen Charts und in Australien. Im Vereinigten Königreich waren die Downloadverkäufe so hoch, dass Unfaithful direkt auf Platz 16 debütierte. In der folgenden Woche zum 24. Juli 2006 sprang Unfaithful auf Platz zwei und wurde nur von Shakiras und Wyclef Jeans Hips Don’t Lie von der Spitze ferngehalten, dadurch wurde es Rihannas dritter Nummer-2-Hit im Vereinigten Königreich, nach Pon de Replay (2005) und SOS (2006). Nach einem Duett mit dem britischen Sänger Matt Cardle in der britischen Castingshow The X Factor im Dezember 2010, stieg Unfaithful mehr als vier Jahre nach seiner Veröffentlichung, wieder in den britischen Charts auf Platz 31 ein. In Australien waren die Downloadverkäufe so hoch, dass Unfaithful direkt auf Platz zwei debütierte.
Im deutschsprachigen Raum erreichte Unfaithful in Deutschland und in Österreich Platz zwei, in der Schweiz wurde Unfaithful Rihannas erster Nummer-eins-Hit und stand elf Wochen an der Chartspitze, am Ende des Jahres platzierte sich Unfaithful auf Platz 6 der Schweizer Jahrescharts. In den deutschen Jahrescharts erreichte das Lied Platz 14. In den deutschen Dekadencharts von den Jahren 2000 bis 2009 erreichte Unfaithful Platz 43. Die Dekadencharts wurden 2010 von der Musiksendung die Ultimative Chartshow im Programm „Die erfolgreichsten Hits des neuen Jahrtausends“ vorgestellt.
| ChartsChartplatzierungen       | Höchstplatzierung | Wochen |
| ------------------------------ | ----------------- | ------ |
| Deutschland (GfK)              | 2 (28 Wo.)        | 28     |
| Österreich (Ö3)                | 2 (27 Wo.)        | 27     |
| Schweiz (IFPI)                 | 1 (56 Wo.)        | 56     |
| Vereinigte Staaten (Billboard) | 6 (20 Wo.)        | 20     |
| Vereinigtes Königreich (OCC)   | 2 (30 Wo.)        | 30     |

| ChartsJahrescharts (2006)      | Platzierung |
| ------------------------------ | ----------- |
| Deutschland (GfK)              | 14          |
| Österreich (Ö3)                | 16          |
| Schweiz (IFPI)                 | 6           |
| Vereinigte Staaten (Billboard) | 28          |
| Vereinigtes Königreich (OCC)   | 23          |

### Auszeichnungen für Musikverkäufe
| Land/Region                  | Auszeichnungen für Musikverkäufe (Land/Region, Auszeichnung, Verkäufe) | Verkäufe  |
| ---------------------------- | ---------------------------------------------------------------------- | --------- |
| Australien (ARIA)            | Gold                                                                   | 35.000    |
| Belgien (BRMA)               | Gold                                                                   | 25.000    |
| Brasilien (PMB)              | Platin                                                                 | 60.000    |
| Dänemark (IFPI)              | Platin                                                                 | 15.000    |
| Deutschland (BVMI)           | 3× Gold                                                                | 450.000   |
| Neuseeland (RMNZ)            | Platin                                                                 | 30.000    |
| Schweden (IFPI)              | Gold                                                                   | 10.000    |
| Schweiz (IFPI)               | Gold                                                                   | 15.000    |
| Vereinigte Staaten (RIAA)    | 3× Platin (Single) · + Platin (Mastertone)                             | 4.000.000 |
| Vereinigtes Königreich (BPI) | Platin                                                                 | 600.000   |
| Insgesamt                    | 5× Gold · 9× Platin ·                                                  | 5.240.000 |

Hauptartikel: Rihanna/Auszeichnungen für Musikverkäufe